# 해운대 한신휴플러스
해운대 한신 더휴(영어: Haeundae Hanshin The Hue)는 대한민국 부산광역시 해운대구 우동에 위치한 초고층 아파트 단지다.

## 같이 보기
- 부산광역시의 마천루 목록